# Vrydagzynea paludosa
Vrydagzynea paludosa är en orkidéart som beskrevs av Johannes Jacobus Smith. Vrydagzynea paludosa ingår i släktet Vrydagzynea och familjen orkidéer. Inga underarter finns listade i Catalogue of Life.